# Сталоне Венини (Комо)
Сталоне Венини је насеље у Италији у округу Комо, региону Ломбардија.
Према процени из 2011. у насељу је живело 19 становника. Насеље се налази на надморској висини од 199 м.